# Dissonema gaussi
Dissonema gaussi är en nässeldjursart som beskrevs av Ernst Vanhöffen 1912. Dissonema gaussi ingår i släktet Dissonema och familjen Pandeidae. Inga underarter finns listade i Catalogue of Life.